# Nezumi Kozō
Nezumi Kozō  (鼠小僧?), soprannome di Nakamura Jirokichi (仲村 次郎吉?; Edo, 1797 – Kozukappara, 13 settembre 1832) è stato un mercenario giapponese.
Noto ninja e bandito vissuto nella capitale durante il periodo Edo, le sue imprese sono menzionate nel teatro kabuki, nella musica tradizionale, nei jidai-geki ed è una delle figure più note della cultura popolare giapponese.

## Cattura e tatuaggio
Nel 1822 fu catturato, tatuato e bandito da Edo. L'8 agosto 1831 fu nuovamente catturato e confessò il furto con scasso di oltre cento proprietà di samurai e l'impressionante furto di oltre 30.000 ryō durante i suoi quindici anni di carriera. Fu legato ad un cavallo e fatto sfilare in pubblico prima di essere decapitato nei campi dell'esecuzione di Kozukappara; la sua testa fu quindi esposta pubblicamente su un palo. Fu sepolto ad Ekō-in, nella sezione Ryōgoku di Tokyo.

## Antefatto
Al momento dell'arresto, Jirokichi fu trovato con pochi soldi. Questo, combinato all'umiliazione pubblica impostagli dal daimyō, ha portato alla credenza popolare secondo cui consegnò i soldi ai poveri, trasformando il meschino ladro in un eroe popolare postumo simile a Robin Hood. La sua reputazione è stata accresciuta anche dal fatto che, prima della morte, distribuì fogli di divorzio alle sue mogli così da evitare a loro la condivisione della pena.

## Soprannome
Il soprannome di Jirokichi, Nezumi Kozō, non è un nome. Nezumi è una parola giapponese che significa "topo" o "ratto": un kozō era un giovane fattorino che lavorava in un negozio nel periodo Edo. Il soprannome può quindi essere approssimativamente tradotto come "ragazzo ratto". Poiché un soprannome contenente il termine kozō veniva spesso dato ai borseggiatori, che erano spesso giovani ragazzi e ragazze dato che la professione richiedeva dita agili, si ritiene che Jirokichi fosse un noto borseggiatore già da giovane.